# ون سبنسر
ون سبنسر (بالإنجليزية: Wen Spencer)‏ (1963)؛ كاتِبة وروائية أمريكية.